# La número uno
La número uno, título original en francés Numéro une, es una película de drama francés dirigida por Tonie Marshall y protagonizada por Emmanuelle Devos que tuvo una presentación especial en el Toronto International Film Festival.

## Sinopsis
Emmanuelle Blachey es una brillante ingeniera que ha conseguido escalar y finalmente entrar en el comité ejecutivo de su empresa, el gigante francés de la energía. Un día, una red de mujeres influyentes le propone ayuda para conquistar la dirección de una importante empresa que cotiza en bolsa. Esto la convertiría en la primera mujer en ocupar un puesto de tal calibre. Pero en las esferas aún dominadas por los hombres, los obstáculos de tipo profesional y personal se multiplican. La conquista se anunciaba triunfal, pero en realidad se trata de una guerra.

## Reparto
- Emmanuelle Devos como Emmanuelle Blachey.
- Suzanne Clément como Véra Jacob.
- Richard Berry como Jean Beaumel.
- Sami Frey como Henri Blachey.
- Benjamin Biolay como Marc Ronsin.
- Francine Bergé como Adrienne Postel-Devaux.
- John Lynch como Gary Adams.